# Wivi-Anne Radesjö
Gullan Wivi-Anne Radesjö, född Olofsson 22 december 1935 i Stavnäs församling i Värmlands län, är en svensk socialdemokratisk politiker.
Radesjö, som är dotter till skogsarbetare Tage Radesjö och affärsbiträde Anna-Lisa Andersson, var servitris 1952–1974, kontorist 1974 och ledamot av Sveriges riksdag 1974–1988, invald för Älvsborgs läns norra valkrets. Hon har varit ledamot av Riksdagens revisorer och näringsutskottet. Hon har varit ordförande i Norra Älvsborgs socialdemokratiska kvinnodistrikt, i verkställande utskottet i Norra Älvsborgs socialdemokratiska partidistrikt, revisor i Sveriges socialdemokratiska kvinnoförbund, revisor i Vin- & Spritcentralen och styrelseledamot i stiftelsen Samhällsföretag. Hon var även ledamot av Kyrkomötet 2002–2005, invald för Göteborgs stifts valkrets.